# Pasjak (Chorwacja)
Pasjak – wieś w Chorwacji, w żupanii primorsko-gorskiej, w gminie Matulji. Leży na granicy ze Słowenią. W 2011 roku liczyła 140 mieszkańców.
Przez wieś przebiega trasa europejska E61. Mieści się tu przejście graniczne Pasjak – Starod.